# Luisa Capomazza
Luisa Capomazza (c. 1600-Nápoles, 1646) fue una pintora italiana de pintura religiosa y paisaje. Aunque su carrera y su trabajo han sido documentados por Bernardo de' Dominici, le fueron atribuidas pocas obras. Fue descrita por Dominici como «disfrutaba mucho de la pintura, de la cual estaba profundamente enamorada».

## Biografía

### Primeros años y educación
Aunque no perteneció a una familia de artistas, su educación incluyó el dibujo. Su talento fue descubierto cuando dibujó un san Juan Bautista en carboncillo. Quizá aprendió pintura de Mariangiola Criscuolo o de Pompeo Landulfo, pero Dominici sospecha que fue alumna de Giovanni Antonio Santoro. Continuó mejorando su pintura, y realizó numerosas obras religiosas antes de los veinte años.
De acuerdo con Dominici, su belleza causó muchas propuestas de matrimonio, que ella rechazó. Escribió que ella sólo se dedicaba a la pintura, y que no se preocupaba por su apariencia, así como cuestiones matrimoniales. De hecho, tomó los votos religiosos.

### Vida religiosa y arte
Aunque Luisa Capomazza tomó los votos, no pertenecía a ninguna orden conventual. Según su biógrafo, el objetivo de convertirse en una monja se debía más a un deseo de libertad que a una «llamada» religiosa. Empezó con un estilo «muy dulce» y muchas de sus obras fueron para mecenas privados. También realizó retablos para las iglesias de Santa Chiara y Gesù, y María en Nápoles. De Dominici describe una de sus pinturas como «la Virgen con el Niño en su pecho, sentada en una silla, rodeada de multitud de ángeles, y bajo ellos están los cardenales San Carlos Borromeo y San Buenaventura, que se arrodilla adorando esta visión celestial». Su otra obra de san Francisco fue firmada por ella, y datada en 1621. 
También recibió encargos de paisajes, elogiados por parte de Dominici. Según Julia Dabbs, Capomazza fue una de las primeras mujeres modernas que recibió encargos de esta temática. 

### Últimos años y muerte
En sus últimos años, cayó enferma, lo cual le dificultó seguir pintando, y, como consecuencia de esa enfermedad, murió en 1646. Dejó todas sus posesiones a su sobrina.